# اوتو استراندمن
اوتو استراندمن ((به استونیایی: Otto Strandman)؛ ۳۰ نوامبر ۱۸۷۵ – ۵ فوریهٔ ۱۹۴۱) یک سیاست‌مدار اهل استونی بود.
وی از ۹ مه ۱۹۱۹ تا ۱۸ نوامبر ۱۹۱۹ به عنوان اولین نخست‌وزیر استونی و از ۹ ژوئیه ۱۹۲۹ تا ۱۲ فوریه ۱۹۳۱ به عنوان رئیس دولت استونی انتخاب شده بوده است.
استراندمن از دیگر سمت‌های وی میتوان انتخاب به عنوان وزیر امورخارجه، وزیر دفاع و وزیر دادگستری استونی اشاره کرد. وی دانش‌آموخته رشته حقوق در دانشگاه‌های دانشگاه تارتو و دانشگاه دولتی سن پترزبورگ بوده است.